# 日部星花
日部 星花（ひべ せいか、2001年 -）は、日本の小説家。神奈川県厚木市出身。

## 経歴・人物
2019年1月、中等教育学校の高校2年時投稿小説「DEATH★ガール!」で第2回青い鳥文庫小説賞金賞を受賞。同年7月、『このミステリーがすごい!』大賞・隠し玉として『偽りの私達』（宝島社文庫）を刊行し、高校3年時に作家デビューした。2021年現在、お茶の水女子大学に在学中。

## 受賞歴
- 2018年、『偽りの私達』で第17回『このミステリーがすごい!』大賞・隠し玉
- 2019年、『DEATH★ガール！』で第2回青い鳥文庫小説賞金賞受賞
- 2019年、『ピアニスト・ウォーズ!』で第7回角川つばさ文庫小説賞奨励賞[4]
- 2024年、『赤い契約書－怪異対策コンサルタント・木更津志穂－』で第14回集英社みらい文庫大賞大賞受賞

## 作品リスト

### 文庫本・単行本
- 『偽りの私達』（2019年7月、宝島社文庫、ISBN 978-4-8002-9635-1）
- 『パティシエ志望だったのに、シンデレラのいじわるな姉に生まれ変わってしまいました!』（2019年10月、小学館ジュニア文庫、ISBN 978-4-09-231314-9）
- 『今日から死神やってみた! イケメンの言いなりにはなりません!』（2020年3月、講談社青い鳥文庫、ISBN 978-4-06518361-8）
- 『今日から死神やってみた! あなたの未練断ち切ります!』（2020年8月、講談社青い鳥文庫、ISBN 978-4065205020）
- 『袋小路くんは今日もクローズドサークルにいる』（2021年8月、宝島社文庫、ISBN 978-4299019240）
- 『光る君と謎解きを 源氏物語転生譚』（2024年1月、宝島社文庫、ISBN 978-4299048868）
- 『死にたくないならサインして 裏切り/ニセモノ/狐狗狸』（2024年12月、集英社みらい文庫、ISBN 978-4-08-321883-5）
- 『かくりよ調査委員会 神隠しの罠』（2025年3月、ポプラ文庫ピュアフル、ISBN 978-4-591-18562-9）
- 『死にたくないならサインして 自業自得/さとるくん/呪いの楽譜』（2025年3月、集英社みらい文庫、ISBN 978-4-08-321895-8）
- 『男装姫は、鬼の頭領の執着愛に気づかない』（2025年6月、富士見L文庫、ISBN 978-4-04-075930-2）
- 『死にたくないならサインして 感染動画/死のバス/しあわせの手帳/ぜろまいめ』（2025年7月、集英社みらい文庫、ISBN 978-4-08-322017-3）

### アンソロジー収録作品
「」内が日部の作品
- 『角川つばさ文庫小説賞「こども部門」受賞作品集 第5回 みらいのつばさ』（角川つばさ文庫、2017年3月） 「死神さんと七不思議」
- 『衝撃の1行で始まる3分間ミステリー』（2024年4月、宝島社文庫） 「ありがとう連続殺人鬼」
- 『驚愕の1行で終わる3分間ミステリー』（2024年4月、宝島社文庫） 「出来損ないのミステリ小説」

### 雑誌掲載作品
エッセイ等
- 「Column」 - 『小説 野性時代』2020年6月号